# Arrondissement d'Aoste (province de Turin)
Pour les articles homonymes, voir Arrondissement d'Aoste.
1859–1927
Entités précédentes :
- Division de Turin

Entités suivantes :
- Province d'Aoste

L'arrondissement d'Aoste est un ancien arrondissement de la province de Turin à l'intérieur du royaume d'Italie.

## Histoire
L'arrondissement d'Aoste est créé à la suite de la promulgation du décret Rattazzi, suivant l'annexion du royaume de Lombardie-Vénétie (1859) et la réorganisation de la subdivision administrative du royaume de Sardaigne.
Son territoire correspond à celui de l'actuelle région autonome Vallée d'Aoste, ainsi qu'à celui de l'ancienne province d'Aoste du royaume de Sardaigne, constituant jusqu'en 1848 la seule unité administrative subordonnée à la division d'Aoste, et, à partir de 1848, une des unités administratives de la division de Turin, car la division d'Aoste est supprimée en 1848 et fusionnée avec la division de Turin.
Il est supprimé en 1927 dans le cadre de la réorganisation territoriale voulue par le régime fasciste pour laisser sa place à la province d'Aoste, incluant les communes des anciens arrondissements d'Aoste et d'Ivrée.

## Composition
L'arrondissement d'Aoste comprenait les mandements suivants :
- I - Aoste
- II - Châtillon
- III - Donnaz
- IV - Gignod
- V - Morgex
- VI - Quart
- VII - Verrès